# Studentis Group
Studentis Group var ett internationellt internetföretag, med säte i Borås. Företaget hade ett tjugotal "sajter" under sig, bland annat Festivalinfo, Student.se, Snuttis.se, MVGPlus.com med fler. Företaget hade också kontor i Stockholm och Bryssel.
Företaget gick i konkurs i juni månad 2010.